# سامانه خاموش روشن

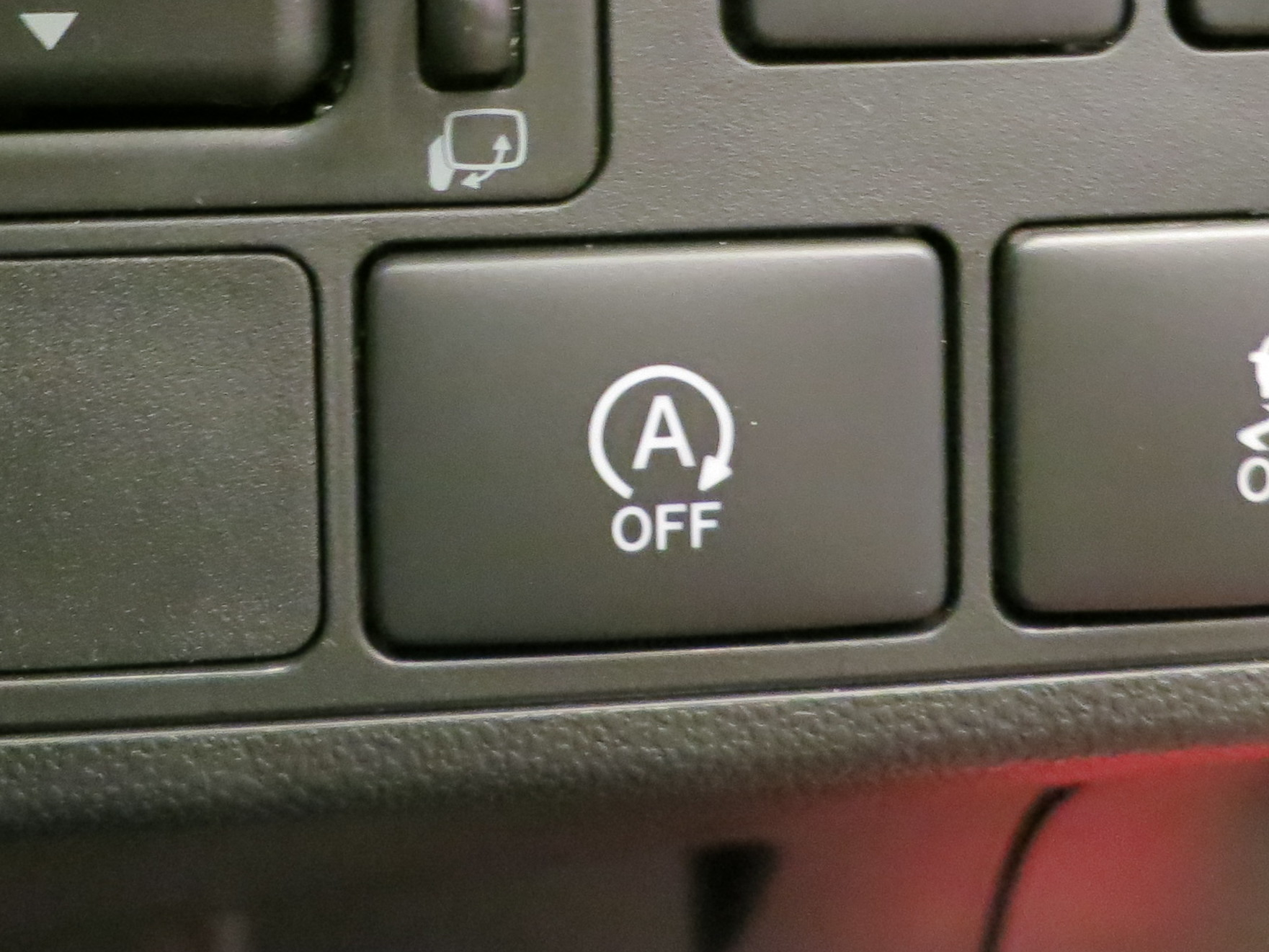
کلید یک سامانه خاموش-روشن

سامانه خاموش-روشن (به انگلیسی: Start-stop system) در خودرو به سامانه‌ای گفته می‌شود که به‌طور خودکار موتور درون‌سوز را روشن و خاموش می‌کند تا با کاهش زمان کار در جای خودرو اندازه مصرف سوخت را کاهش دهد. این سامانه به ویژه برای شرایط ترافیک سنگین کارامد است. در خودروهای غیر الکتریکی به این سامانه میکروهیبرید گویند. نصب دو حسگر روی جعبه دنده و بوستر، خاموش شدن خودرو در هنگام توقف و حرکت آن با کلاچ را امکان‌پذیر می‌کند.